# Maxine Feldman
Maxine "Max" Adele Feldman (26 de diciembre de 1945 - 17 de agosto de 2007) fue una cantautora, comediante y pionera de la música femenina estadounidense. La canción de Feldman "Angry Atthis", fueninterpretada por primera vez en mayo de 1969 y grabada por primera vez en 1972, se considera la primera canción lésbica distribuida abiertamente de lo que se convertiría en el movimiento musical de mujeres. Feldman se identificó como una "lesbiana marimacha judía muy ruidosa".
En años posteriores, Feldman adoptó una identidad de género fluido, según su pareja Helen Thornton. Thornton describió la identidad de su pareja como "ambos/y" en lugar de "uno/o". Feldman se había sentido cómodo con cualquier etiqueta de género y vestía ropa de hombre en el escenario.

## Trayectoria
Feldman nació el 26 de diciembre de 1945 en Brooklyn, Nueva York. Cuando era niño, Feldman tartamudeaba y solicitó lecciones de actuación. Feldman tuvo un pequeño papel como Girl Scout Brownie en The Goldbergs en 1956. Como estudiante de la Escuela Secundaria de Artes Escénicas, Feldman actuó en producciones de teatro infantil.
Feldman asistió al Emerson College de Boston para estudiar el ate dramático. Después de ser expulsada por ser lesbiana, Feldman fue enviada a tratamiento psiquiátrico y rechazó el tratamiento de electroshock que se usaba  en ese momento. En 1963, Feldman comenzó a actuar en el vibrante circuito musical de Boston, en las cafeterías de Beacon Hill y Cambridge, como Turk's Head, Orleans y Loft. En un momento dado, Feldman presentó al entonces desconocido José Feliciano. Feldman, abiertamente lesbiana, fue descrita por un DJ local como alguien que atraía "al público equivocado".
En 1968, Feldman se mudó a Manhattan y luego a Los Ángeles. Feldman estudió en  El Camino College en el condado de Los Ángeles y ayudó a fundar el centro de mujeres del campus. 
Feldman escribió la canción de autoconciencia feminista  "Angry Atthis" el 13 de mayo de 1969, antes de los disturbios de Stonewall. El debut de la canción en Los Ángeles ha sido acreditado como la primera interpretación de una canción abiertamente lésbica.
En 1970-1971, Feldman conoció al dúo de comedia feminista Harrison y Tyler, que habían venido a actuar en la universidad. Después de escuchar la interpretación de "Angry Atthis", Patty Harrison y Robin Tyler invitar a Feldman  a ser su telonera  durante su gira por los EEUU-. Feldman se unió a Harrison y Tyler, actuando en universidades y una vez en una penitenciaría estatal, el Instituto de Mujeres de California. Después de que Feldman fuera presentada como artista lesbiana durante un espectáculo en Ventura College, el director de escena insistió en informar a la audiencia que Feldman no había sido invitada por la universidad.
Harrison & Tyler Productions grabó y produjo un disco de "Angry Atthis" en enero de 1972.
Feldman trabajó de vez en cuando en el restaurante The Back Room para Alice M. Brock, una amiga. Otros lugares incluyeron Village Gate y Other End, en la ciudad de Nueva York, y Ash Grove en Los Ángeles.
En 1974, Feldman compartió el escenario del Town Hall de Manhattan con Yoko Ono. La revista Variety describió la actuación como un "éxito rotundo" y dijo que Feldman "demostró ser una portavoz impresionante de las lesbianas con su voz, melodías, interpretación y sentido del humor". La revista conservadora National Review, que también criticó una actuación, describió a Feldman como "Jonathan Winters disfrazado ", lo que Feldman tomó como un cumplido. El columnista de National Review describió como: "Maxine se despide con su estribillo personal: 'Ya no temo pertenecer a la gran palabra, letra L,de Lesbiana'".
Bajo la protección policial de los manifestantes del Ku Klux Klan, Feldman interpretó una comedia en la Conferencia Nacional de Mujeres de 1977 en Houston, Texas. Feldman dijo más tarde sobre el evento: "Había trescientos KKK en la audiencia llevando carteles que decían: 'Maten a todas las lesbianas, kikes, comunistas y abortistas', y yo era tres de los cuatro".

Feldman, era abiertamente judía, denunció el antisemitismo en el seno movimiento de mujeres:
Cuando era niño, yo era el único judío de mi cuadra que no se operó de la nariz, y en los primeros dias del Movimiento En los primeros yo era el único que conservaba mi propio nombre. Las mujeres cambiaban sus nombres si tenían una terminación de "hombre". Dijeron que era para negar el patriarcado, pero también estaban negando sus identidades judías. Feldman es un nombre judío, no un nombre masculino. Cuando me preguntaron por qué no lo cambié, respondí: '¿Por qué Margie Adam y Cris Williamson no cambian el suyo?'
Feldman actuó en el primer Festival de Música Womyn's de Míchigan en 1976 y regresó al festival 14 veces. El himno femenino de Feldman, "Amazon", se interpretó tradicionalmente durante las festividades de apertura del festival. En 1986, Feldman cedió los derechos de la canción al Michigan Womyn's Music Festival.
Feldman grabó el álbum discográfico Closet Sale en 1979. El álbum incluía las canciones "White Mountain Mama", "Holbrook", "Amazon", "Closet Sale", "Angry Atthis", "Everywoman", "Bottom Line", "Objectification" y "Bar One".
La música de Feldman apareció en la película de Jan Oxenberg de 1975 sobre los estereotipos lésbicos, Una comedia en seis actos antinaturales.
Feldman, que no tenía seguro médico, enfermó en 1994 y murió el 17 de agosto de 2007 en Albuquerque, Nuevo México, a la edad de 61 años.

## Reconocimientos
Feldman fue reconocida como una de las fundadoras de la música femenina en el documental de 2002 de Dee Mosbacher, Radical Harmonies.
En 2011, se lanzó el álbum Amazon 35 en honor a Feldman, en el 35 aniversario de la canción "Amazon". El álbum presenta la canción original, junto con versiones reggae, dub, salsa y acústica. 